# Krajiny duše, krajiny těl (pořad)

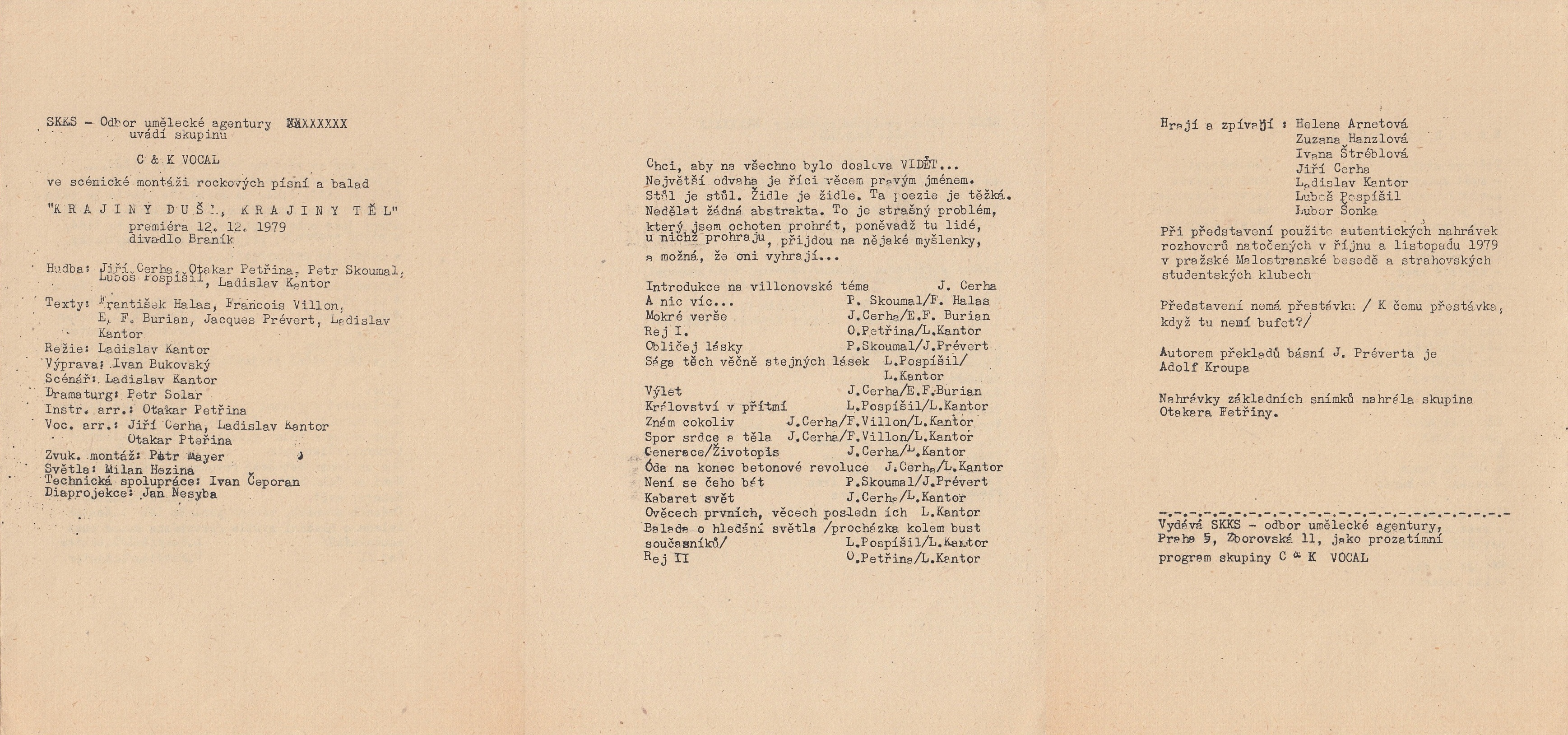
C&K Vocal: Krajiny duše, krajiny těl. program pořadu z roku 1983.

Krajiny duše, krajiny těl : scénická montáž rockových písní a balad byl hudební pořad skupiny C&K Vocal v Branickém divadle, který měl premiéru 12. prosince 1983. Režisérem pořadu byl Ladislav Kantor.

## Motto
| „                       | Chci, aby na všechno bylo doslova vidět... největší odvaha je říci věcem pravým jménem. Stůl je stůl. Židle je židle. Ta poezie je těžká. nedělat žádná abstrakta. To je strašný problém, který jsem ochoten prohrát, poněvadž ti lidé, u nihž prohraju, přijdou na nějaké myšlenky a možná, že oni vyhrají. | “ |
| — Emil František Burian | |   |

## Seznam skladeb
| Pořadí | Název                                                     | Hudba           | Text                             | poznámka              | Délka |
| ------ | --------------------------------------------------------- | --------------- | -------------------------------- | --------------------- | ----- |
| 1.     | Introdukce na villonovské téma                            | Jiří Cerha      | Jiří Cerha                       |                       |       |
| 2.     | A nic víc...                                              | Petr Skoumal    | František Halas                  |                       |       |
| 3.     | Mokré verše                                               | Jiří Cerha      | Emil František Burian            |                       |       |
| 4.     | Rej I.                                                    | Ota Petřina     | Ladislav Kantor                  |                       |       |
| 5.     | Obličej lásky                                             | Petr Skoumal    | Jacques Prévert                  | překlad: Adolf Kroupa |       |
| 6.     | Sága těch věčně stejných lásek                            | Luboš Pospíšil  | Ladislav Kantor                  |                       |       |
| 7.     | Výlet                                                     | Jiří Cerha      | Emil František Burian            |                       |       |
| 8.     | Království v přítmí                                       | Luboš Pospíšil  | Ladislav Kantor                  |                       |       |
| 9.     | Znám cokoliv                                              | Jiří Cerha      | François Villon, Ladislav Kantor |                       |       |
| 10.    | Spor srdce a těla                                         | Jiří Cerha      | François Villon, Ladislav Kantor |                       |       |
| 11.    | Generace / Životopis                                      | Jiří Cerha      | Ladislav Kantor                  |                       |       |
| 12.    | Óda na konec betonové revoluce                            | Jiří Cerha      | Ladislav Kantor                  |                       |       |
| 13.    | Není se čeho bát                                          | Petr Skoumal    | Jacques Prévert                  | překlad: Adolf Kroupa |       |
| 14.    | Kabaret svět                                              | Jiří Cerha      | Ladislav Kantor                  |                       |       |
| 15.    | O věcech prvních, věcech posledních                       | Ladislav Kantor | Ladislav Kantor                  |                       |       |
| 16.    | Balada o hledání světla / procházka kolem bust současníků | Luboš Pospíšil  | Ladislav Kantor                  |                       |       |
| 17.    | Rej II                                                    | Ladislav Kantor | Ota Petřina                      |                       |       |

## Účinkující
C&K Vocal:
- Helena Arnetová
- Zuzana Hanzlová
- Ivana Štréblová
- Jiří Cerha
- Ladislav Kantor
- Lubomír Pospíšil
- Lubor Šonka

## Hudebníci
- Nahrávky základních snímků: skupina Otakara Petřiny
- aranže nástrojů - Otakar Petřina
- aranže zpěvu - Jiří Cerha

## Divadelní zpracování
- režie - Ladislav Kantor
- výprava - Ivan Bukovský
- scénář - Ladislav Kantor
- dramaturgie - Petr Solar
- zvuková montáž - Petr Mayer
- světla - Milan Hezina
- Technická spolupráce - Ivan Čeporan
- Diaprojekce - Jan Nesyba